# Aller
Aller (em asturiano: Ayer) é um concelho (município) da Espanha na província e Principado das Astúrias. Tem 375,89 km² de área e em 2019 tinha 10 613 habitantes (densidade: 28,2 hab./km²).

## Demografia
| Variação demográfica do município entre 1991 e 2004 | Variação demográfica do município entre 1991 e 2004 | Variação demográfica do município entre 1991 e 2004 | Variação demográfica do município entre 1991 e 2004 |
| --------------------------------------------------- | --------------------------------------------------- | --------------------------------------------------- | --------------------------------------------------- |
| 1991                                                | 1996                                                | 2001                                                | 2004                                                |
| 17538                                               | 16347                                               | 14639                                               | 14036                                               |